# ThurgauerFrauenArchiv
Das ThurgauerFrauenArchiv wurde im Jahr 1999 gegründet, um die Geschichte der Thurgauer Frauen zu dokumentieren sowie Fragen zur Geschlechtergeschichte im Kanton Thurgau zu erforschen und die Informationen zugänglich zu machen und zu bewahren. Das Frauenarchiv wurde ins kantonale Kulturkonzept aufgenommen, wird seit 2025 im Staatsarchiv Thurgau geführt und steht für Forschung und Recherche zur Verfügung.

## Bestand
Das ThurgauerFrauenArchiv sammelt Nachlässe und Vereinsarchive von Thurgauer Frauen. Der Bestand ist als Hauptabteilung F im Staatsarchiv Thurgau eingegliedert. Die Materialien aus dem 20. Jahrhundert sind mittlerweile gut aufgearbeitet; das umfangreiche Zwischenarchiv wird stetig in einem kleinen Pensum weiterbearbeitet. 2008 waren 16 Laufmeter Archivalien erschlossen. Eine Liste ist auf der Website des Vereins FrauenArchivThurgau einsehbar.
Das Archiv umfasst Nachlässe bedeutender Thurgauer Pionierinnen, darunter die Schweizer Juristin Dora Labhart-Roeder, die sich 1923 vor Bundesgericht das Recht erstritt, als Frau und Rechtsanwältin eine eigene Kanzlei und Gerichtsfälle zu führen, die erste Thurgauer Kantonsrätin Martina Hälg-Stamm, die Naturforscherin Olga Mötteli sowie die Künstlerinnen Martha Haffter und Charlotte Kluge-Fülscher.
Der Fotobestand beinhaltet den Privat- und Geschäftsnachlass der Fotografin Martha Gubler-Waigand, der über den schweizerischen Verein zur Wahrung des audiovisuellen Erbes der Schweiz Memoriav mit Unterstützung des Kantons Thurgau zugänglich gemacht wurde.
Der Thurgauer Staatsarchivar erklärte 2024: "Im Vergleich mit anderen Archiven dürfen wir sagen, dass wir im Thurgau sehr weit sind mit der Archivierung [von Unterlagen zu Frauen]. Hier hat das Thurgauer Frauenarchiv die entscheidende Rolle und eine ausgezeichnete Arbeit geleistet."

## Wirkungsfeld

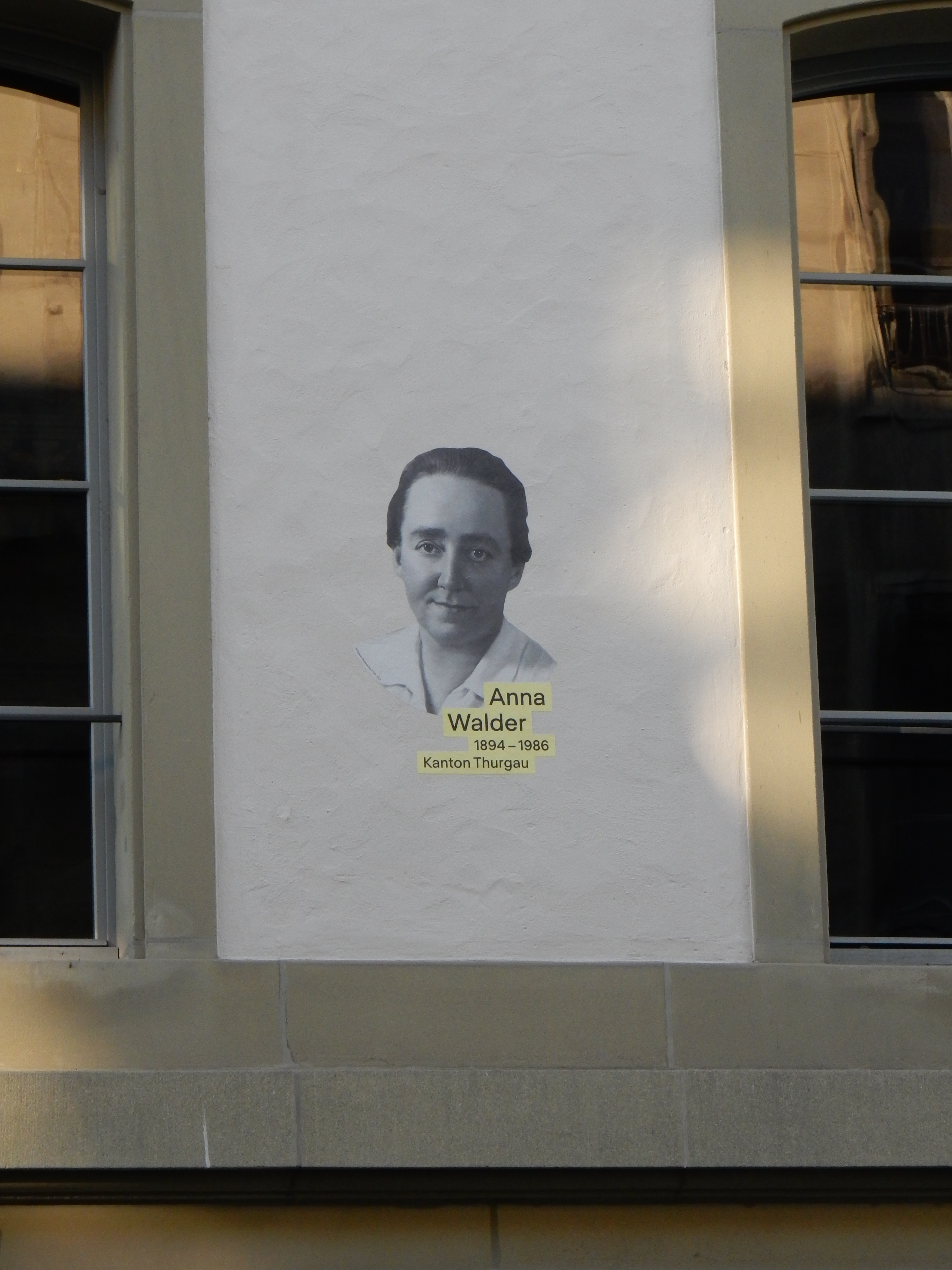
Anna Walder, dokumentiert im ThurgauerFrauenArchiv, in der Ausstellung Hommage 2021 in der Berner Altstadt

Die Archivalien des ThurgauerFrauenArchivs werden für Fragen der Frauen- und Geschlechterforschung genutzt und in Publikationen wie dem Historischen Lexikon der Schweiz aufgegriffen.
Anlässlich des Jubiläums 50 Jahre Frauenstimm- und Wahlrecht wurde 2021 eine Auswahl an Frauenbiografien aus dem ThurgauerFrauenArchiv im Rahmen von Hommage 2021 präsentiert. In einer Ausstellung in der Berner Altstadt sowie online wurden Porträts von Frauen aus der ganzen Schweiz gezeigt, die für das Stimm- und Wahlrecht eingetreten sind oder mit ihrem Tun beispielhaft für Schritte in Richtung Chancengleichheit stehen. 2023 gastierte Hommage 2021 im Landesmuseum Zürich. 2021 waren weitere Frauenbiografien aus dem ThurgauerFrauenArchiv Teil der Aktion 8 Frauen im Schaufenster in Frauenfeld.
Seit seiner Gründung setzte sich der Verein für eine Vernetzung der in der Schweiz bestehenden Frauenarchive ein und gehörte nebst der Gosteli-Stiftung, dem Schweizerischen Sozialarchiv u. a. zu den Gründungsmitgliedern der IG Frauenarchive.

## Geschichte
Als in den geplanten Gedenkveranstaltungen «150 Jahre Bundesstaat» und «200 Jahre Freier Thurgau» für das Jahr 1998 der Geschichte von Frauen keinen Platz eingeräumt wurde, formierte sich, initiiert von Francesca Stockmann, Präsidentin der Thurgauer Frauenzentrale, der neu gegründete Verein Thurgauerinnen gestern – heute – morgen. In zweieinhalbjähriger Arbeit wurde das Buchprojekt Bodenständig und grenzenlos. 200 Jahre Thurgauer Frauengeschichte(n) umgesetzt, in dem das Leben und Wirken von Frauen vorgestellt wird, die nach 1798 im Kanton Thurgau gelebt haben. In dieser Zusammenarbeit von 29 Autorinnen, Journalistinnen und Historikerinnen, Politikerinnen und Sponsoren wird Geschichte und Gegenwart in Wirtschaft, Politik, Kultur und Gesellschaft abgebildet. Enthalten sind Aufsätze zur Rolle und den Leistungen von Frauen in der Vergangenheit und 300 Biografien. Vorgestellt werden international bekannte Künstlerinnen wie Emilie Welti-Herzog oder Muda Mathis, Architektinnen wie Susi Müller-Gehrig, aber auch Politikerinnen wie Ursula Brunner oder die Nationalrätin Margrit Camenzind sowie andere Persönlichkeiten in verschiedenen Kapiteln wie Arbeitswelten, Bildung, Kultur und Religion oder Weggehen und Ankommen.
Um die Dokumente nach Abschluss des Buchprojektes zu bewahren, wie auch dem Vergessen der tatkräftigen Frauen im Thurgau entgegenzuwirken, sollte ein Frauenarchiv gegründet werden. Im August 1999 wurde gemeinsam mit dem Staatsarchiv des Kantons Thurgau das ThurgauerFrauenArchiv (TFA) gegründet. Seit der Gründung 1999 besteht das Frauenarchiv innerhalb der Strukturen des Staatsarchivs. Im Jahr 2023 wurde bekannt, dass der Verein aufgrund von fehlendem Vorstandsnachwuchs über die eigene Zukunft und über die des Frauenarchivs diskutiert. Nach 25 Jahren Bestehen wurde der Verein Ende 2024 aufgelöst, und das Thurgauer Frauenarchiv in das Staatsarchiv übergeführt.
Präsidentinnen
- 1999–2005: Marlene Dual Mayer, Romanshorn
- 2005–2012: Ursula Baumann-Bendel, Weinfelden
- 2013–2024: Regula Gonzenbach, Frauenfeld

Archivarinnen
- 1999–2004: Barbara Fatzer, lic. phil., Thundorf
- 2004–2007: Sabine Berger, M. A., Bussnang
- 2007–2023: Nathalie Kolb Beck, lic. phil., Frauenfeld